# Tipula rotundiloba
Tipula rotundiloba är en tvåvingeart som beskrevs av Alexander 1915. Tipula rotundiloba ingår i släktet Tipula och familjen storharkrankar. Inga underarter finns listade i Catalogue of Life.